# Martí Anson
Martí Anson (Mataró, 1967) és un artista català. Va rodar una road movie pel Wexner Center for the Arts de Columbus (Ohio). Té obra al Museu d'Art Contemporani de Barcelona i al Palais de Tokyo.
Després de llicenciar-se en Belles Arts, ha estat arquitecte (Bon dia, Sala Montcada, Fundació La Caixa, 1999-2000 i L'Apartament, Galeria Toni Tàpies, 2002), futbolista (L'angoixa del porter al penal, Iconoscope, Montpeller, 2001), director de cinema (Walt & Travis, Wexner Center de Columbus, Ohio, EUA, 2003), constructor de vaixells (Fitzcarraldo, Centre d'Art Santa Mònica, 2004-2005), lladre de quadres (Mataró/Montréal, Circa Gallerie de Montréal, 2006) i paleta, construint una rèplica d'un edifici als Estats Units amb l'objectiu de contribuir a la preservació del patrimoni local (Martí i la fàbrica de farina, Lucky 7, Biennal Site Santa Fe, Nou Mèxic, EUA, 2008). També ha estat transportista, intentant transportar una fàbrica de Mataró, la seva ciutat natal, a Lió (Martí i la Fàbrica de xocolata, Rendez-vous 09. X Bienal de Lyon. Frac Villaurbane) i pintor de parets, pintant les parets d'una galeria dels colors de dos equips de futbol i els seus resultats (El preu dels colors, Galeria Toni Tàpies, 2009-2010). També ha buscat fortuna muntant una empresa de xofers amb la col·laboració de Latitudes, (Mataró Chauffeur Service, No soul for Sale, Tate Modern, London 2010) i treballant per recuperar el mobiliari que va fer el seu pare durant els anys 60 a la ciutat de Mataró (Joaquimandson, Meessen de Clerq Gallery, Bruxelles 2011). Actualment (2014) es dedica a l'arquitectura recuperant una casa de vacances que va dissenyar el seu pare als anys 70 (Catalan Pavilion. Anonymous architect, Palais de Tokyo, Paris 2013)

## Exposicions rellevants
- Una exposició de debò (Centre d'Art Fabra i Coats, Barcelona) 2021
- Bon dia (Sala Montcada: Fundació La Caixa, comissariada per David G. Torres[5]
- L'apartament (Galeria Toni Tàpies)
- L'angoixa del porter (Iconoscope, Montpeller)
- Falsa Inocència (Fundació Joan Miró)
- Fitzcarraldo: 55 dies construint un veler Stella 34 al CASM Centre d'Arts Santa Mònica, comissariada per Ferran Barenblit.[1][6]
- "Fetiches crítico: residuos de la economía general", comissariada pel col·lectiu El Espectro Rojo (Cuauhtémoc Medina, Mariana Botey, Helena Chávez mac Gregor), CA2M i Museo de la Ciudad de México[7]